# Bryum crozetense
Bryum crozetense är en bladmossart som beskrevs av Kaalaas 1912. Bryum crozetense ingår i släktet bryummossor, och familjen Bryaceae. Inga underarter finns listade i Catalogue of Life.